# Hadena subviolacea
Hadena subviolacea är en fjärilsart som beskrevs av Matsumura 1925. Hadena subviolacea ingår i släktet Hadena och familjen nattflyn. Inga underarter finns listade i Catalogue of Life.